# P2 Advisory Canberra International 2023
Das P2 Advisory Canberra International 2023 war ein Tennisturnier der ITF Women’s World Tennis Tour 2023 für Damen und ein Tennisturnier der ATP Challenger Tour 2023 für Herren in Canberra. Die Turniere fanden parallel vom 2. bis 7. Januar 2023 statt.